# Сердюківка
Сердюкі́вка — село в Україні, Тернівської сільської громади Черкаського району Черкаської області. Розташоване за 20 км на південний захід від міста Сміла та за 3 км від залізничної станції Сердюківка на лінії Імені Тараса Шевченка — Помічна. 
Населення села складає — 809 людей.

## Географія
У селі бере початок річка Сердючка яка впадає у р. Мокрий (Сирий) Ташлик в межах с. Лузанівки.

## Історія
Під час голодомору 1932—1933 років померло 133 жителі села.
17 липня 2020 року, в результаті адміністративно-територіальної реформи та ліквідації Смілянського району, село увійшло до складу Черкаського району.

## Відомі особи
У селі народилися:
- Новохатько Олег Олександрович (1992—2017) — солдат Збройних сил України, учасник російсько-української війни.
- Поліщук Володимир Трохимович (*1953) — український літературознавець.